# ピラニア

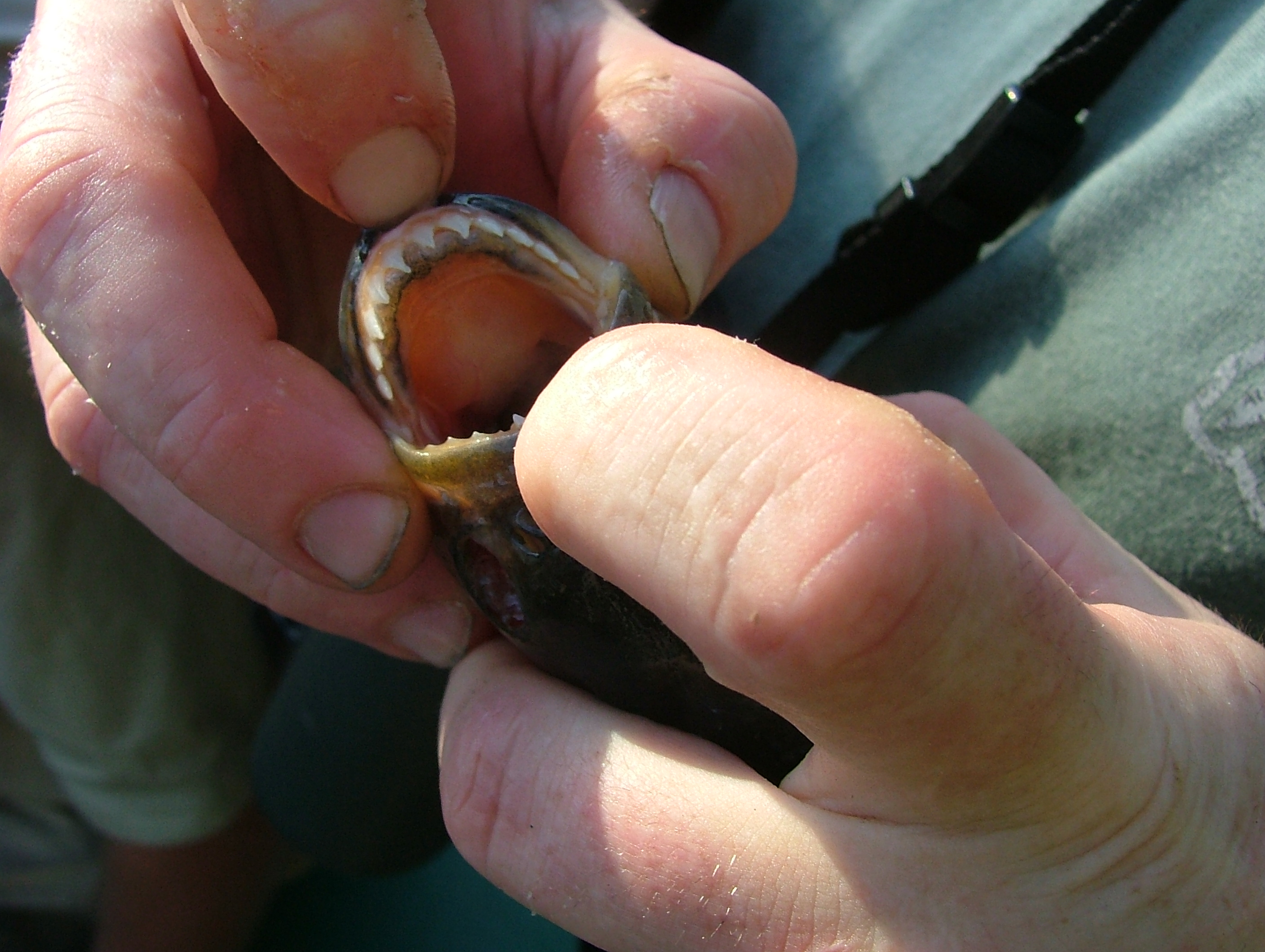
ベネズエラのピラニア

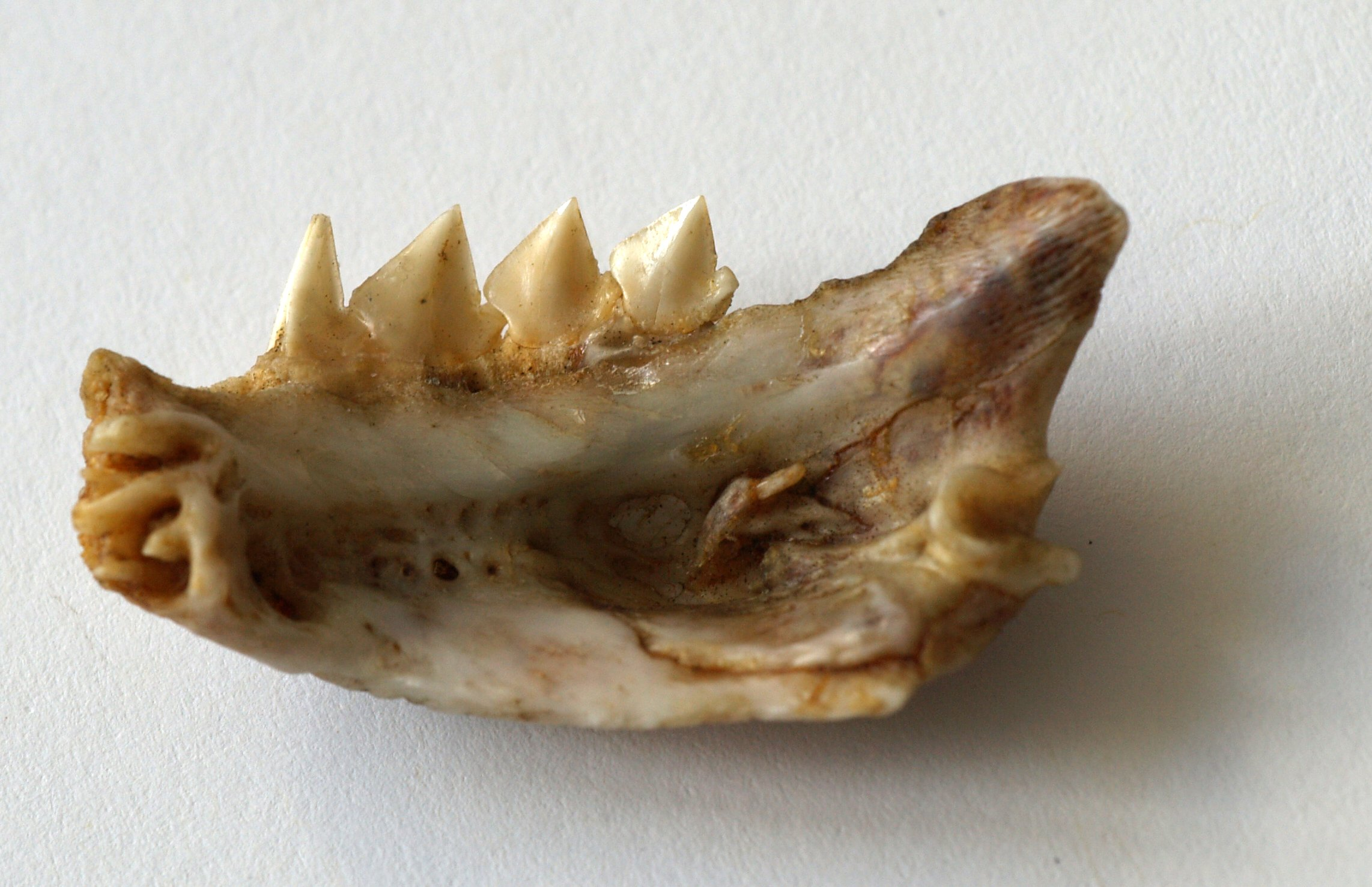
ピラニア・ナッテリー の顎骨

ピラニア（ポルトガル語: piranha [piˈɾɐ̃ɲɐ]、スペイン語: piraña [piˈɾaɲa]）は、アマゾン川など南アメリカの熱帯地方に生息する肉食の淡水魚の総称である（特定の種や属を示す単語ではない）。ピラニアと呼ばれる魚は基本的にカラシン目セルラサルムス科セルラサルムス亜科（Serrasalminae）に属する種が主だが、分類が曖昧な種もある。
"piranha"とは、現地のインディオの言語であるトゥピ語で「魚」を意味する"Pira"と、「歯」を意味する"Ranha"を合わせたもので、「歯のある魚」の意味。

## 形態
体長は小型の種で15センチメートル、大型種では60センチメートル程に達する。ピラニア・ナッテリーは緑と赤に輝く鱗を持ち容姿も美しく、熱帯魚として家庭で飼育する愛好者も多い。
観賞魚として人気のあるネオンテトラはピラニアと同じカラシンの仲間であり、顔つきもよく似ている。小さいため分かりにくいがネオンテトラにも鋭い牙がある。また、草食でおとなしいメチニスの仲間に近縁で体型、色彩などが似る。

## 生態
ピラニアは、上記のメチニス系の草食魚類から、1000万年 - 800万年ほど前、雑食のメガピラニア（学名：Megapiranha paranensis）を経て、現代の肉食のピラニアへと進化した。そのため草食系の気質が多く残っている。概して臆病な性質であり、特に単体での性格は極端に臆病であるため群れることを好む。自分より大きく動くものに対しては、すぐ逃げ出す傾向がある。
野生種の食物は他の魚や稀に水に落下した雛鳥やネズミなど、主に自分よりも小形の魚類や動物類である。他には川で死にかけている、もしくは川で死んでからあまり時間が経っていない動物類の肉も食べていて、「たとえ空腹でも大型の温血動物は襲わない」という説は誤りである。獲物からは常に距離を取り、その安全圏から獲物の肉を盗み取るように高速に泳ぐ。ただし、血液臭や水面を叩く音に敏感に反応し、群れ全体が興奮状態となると水面が盛り上がるほどの勢いで獲物に喰らい付く。このような捕食シーンの展示は水族館のショーの定番である。
群れは常に同じ水域で活動しており、ほとんど移動しない。そのため、乾季になると多くのピラニアが干上がった川に取残され、カメや野鳥やアヒルの餌となっている。

## 人間との関係

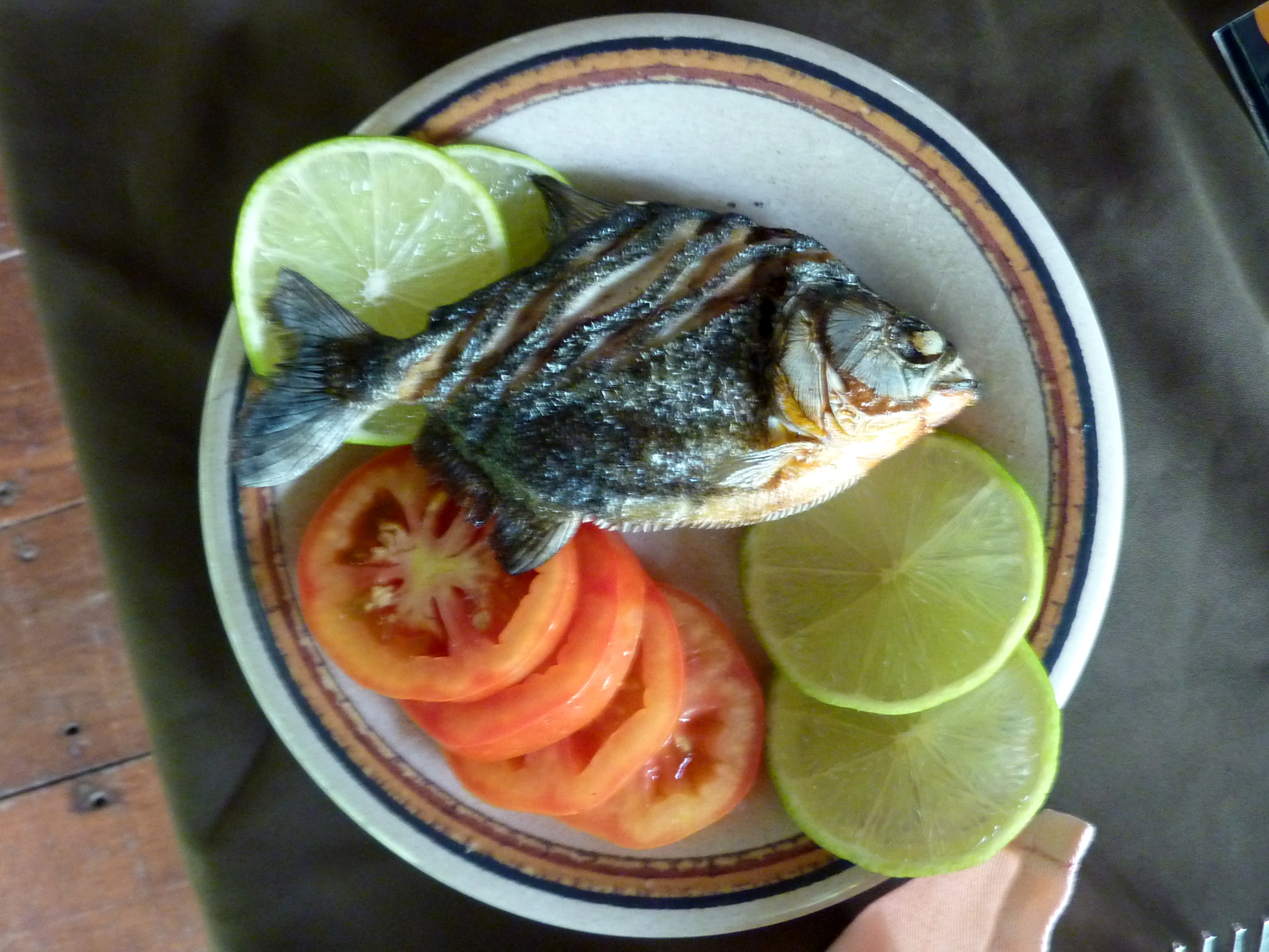
ペルーでグリルにされたピラニア

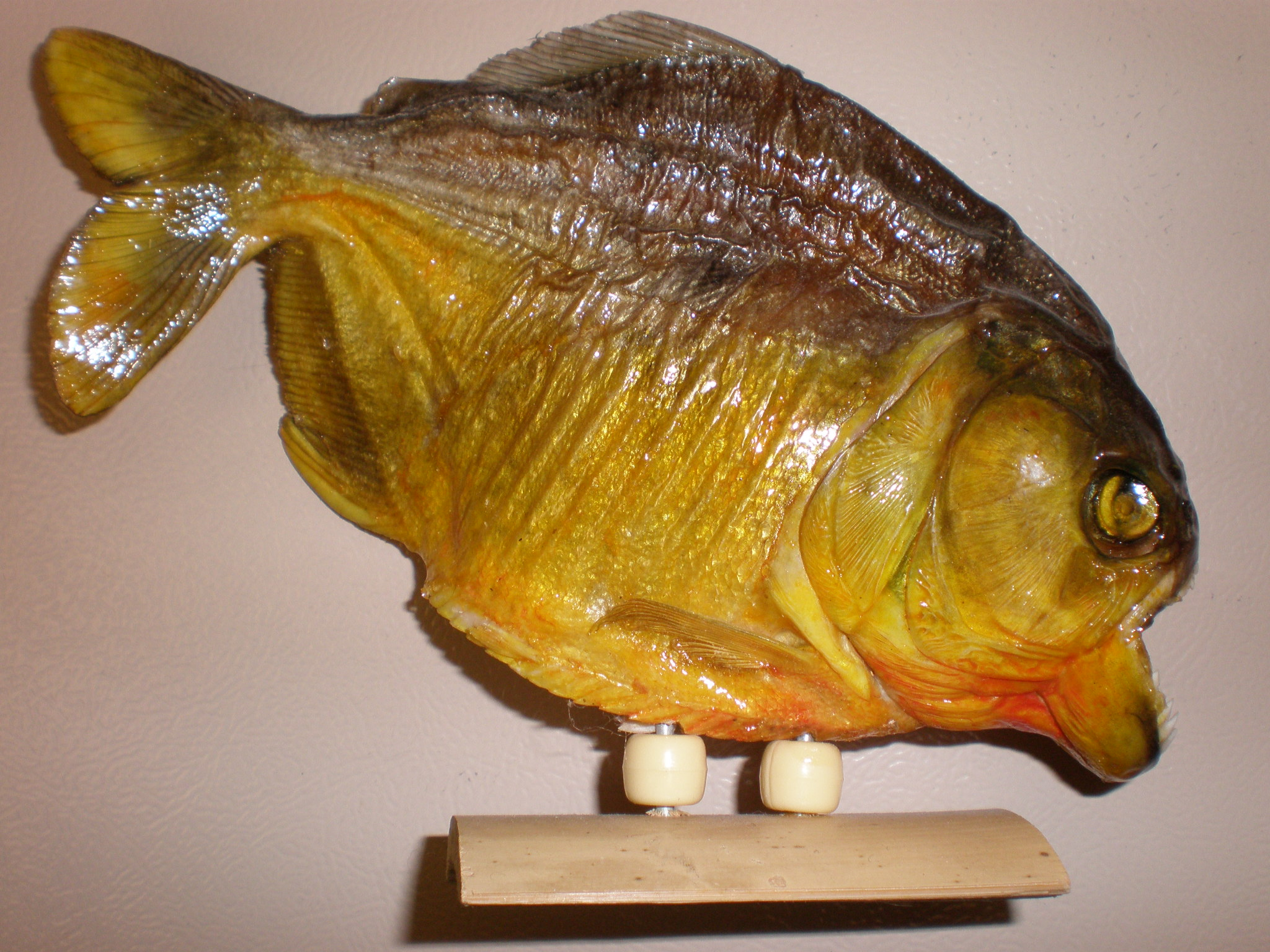
お土産用のピラニア

鋭利な歯と強靭な顎を持つ肉食性の魚であるが臆病な性質で、映画などのフィクションによって広められた「人喰い魚」は誇張である。ただ一切襲われないというわけではなく、ピラニアが興奮状態になる可能性がある出血状態（怪我や月経等）で、安易にピラニアの生息域に入ることは絶対に避けるべきである。
ピラニア自体はたんぱく質が豊富で、現地では食用とする。味は良い。鋭い歯はその切れ味の良さから散髪に用いられるなど、鉄器文明がない地域であったこともあって、古来から刃物として活用されている。
また、ピラニアは「アマゾン川の魚」としてデンキウナギと並んで世界的に有名な魚であり、外国人にも人気が高いことから、現代では重要な「観光資源」としても扱われている。ピラニアの肉を用いた料理の他、特徴であるその鋭い歯を使った各種の日用品および装飾品や、そのまま姿干しにしたり剥製にしたりしたものが土産物として人気が高い。
釣りでも釣ることができるが、鋭い歯は気を付けるべきである。ルアーで釣るとルアーの一部が噛み千切られるほどである。

## 観賞魚としてのピラニア
鋭い牙に注意していればピラニアは飼育が容易な種である。ただし、水槽の中に手を入れて作業する場合、噛まれて大怪我をする事故が起こる。同様にピラニアが水の外に出て暴れているような状況で、素手や軍手程度の装備で捕まえようとする行動も事故を誘発する危険がある。食性に対しては、主に活餌としての金魚のほか、刺身や鶏肉などで対処可能である。
日本には1950年代後期に大阪の園芸会社の橘善兵衛によって、初めてブラジルから輸入された。熱帯種の為、日本の河川では越冬することが基本的にできないが、稀に温暖な地域や、暖かい水が流れ込む水域では越冬し、おそらく飼育されて逃がされたものと見られるピラニアが日本の河川で捕獲されることがある。

## 主なピラニア
ピラニア・ナッテリー
学名：Pygocentrus nattereri
ずんぐりとした体格、体色は上部が緑で腹部が鮮やかな赤色。日本国内でもペットとして最も普及した種で、国内や東南アジアで養殖された稚魚が頻繁に流通・輸入され、1尾500円前後で購入可能。この体色は有機質が溶け込んだpHの低い赤茶色の水の色に適応したもので、水質を調整せずに飼育していると色が出なかったり、褪色する場合がある。ボリビアでは最近、外来種のピラルクーが出現したことにより警戒心からピラニアが凶暴化し人間や馬等の大型動物を襲うようになった。
ピラニア・ピラヤ
学名：Pygocentrus piraya
丸い黒色の体格に、腹部が鮮やかな赤色をした、Pygocentrus 属ピラニアの代表格。野生のものは最大で50センチメートル以上で体重6キログラムの個体も確認されている、飼育下でも40センチメートル近くに成長する。性格は臆病な上に神経質。生息域によって体色が異なることが多い。飼育できるピラニアの中ではもっとも温和な性格で、体長を合わせれば他の魚との同居もさほど難しくない種。

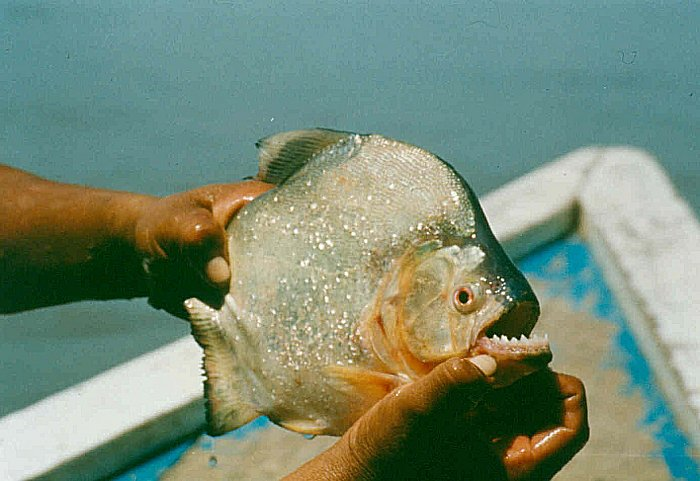
ピラニア・ブラック
学名：Serrasalmus rhombeus
Serrasalmus 属ピラニアの代表格。全身が黒、またはグレーで、Pygocentrus 属に比べてやや顔が尖り、最大50センチメートル以上の個体も存在する。飼育下では広い水槽環境なら40センチメートルぐらいまで成長する。アマゾン川全域に生息するが、特に上流域（特にネグロ川流域）付近に生息する種はネグロブラックとして有名で現在はこの産地物は稀少である。

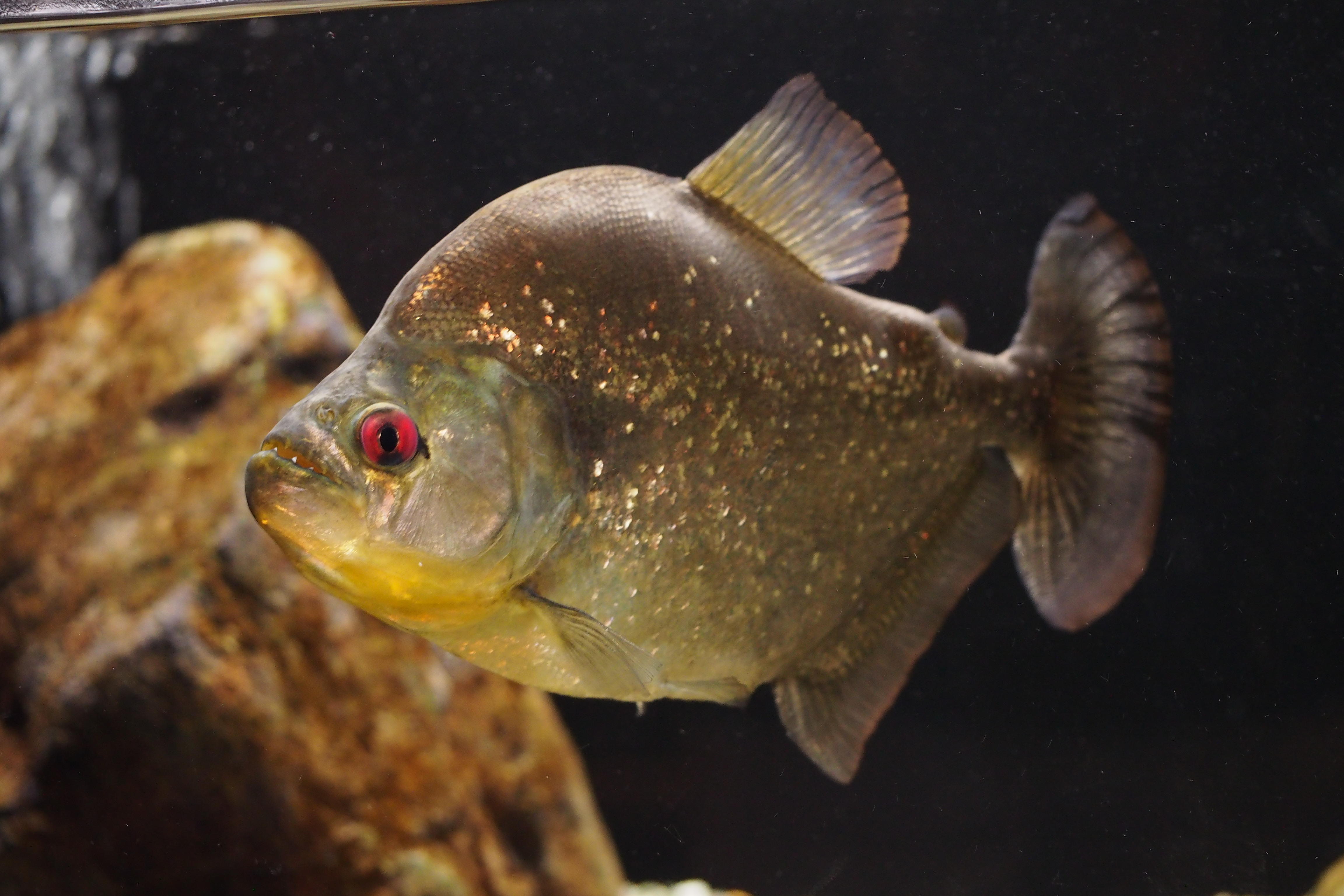
ダイヤモンドピラニア
学名：Serrasalmus spilopleura

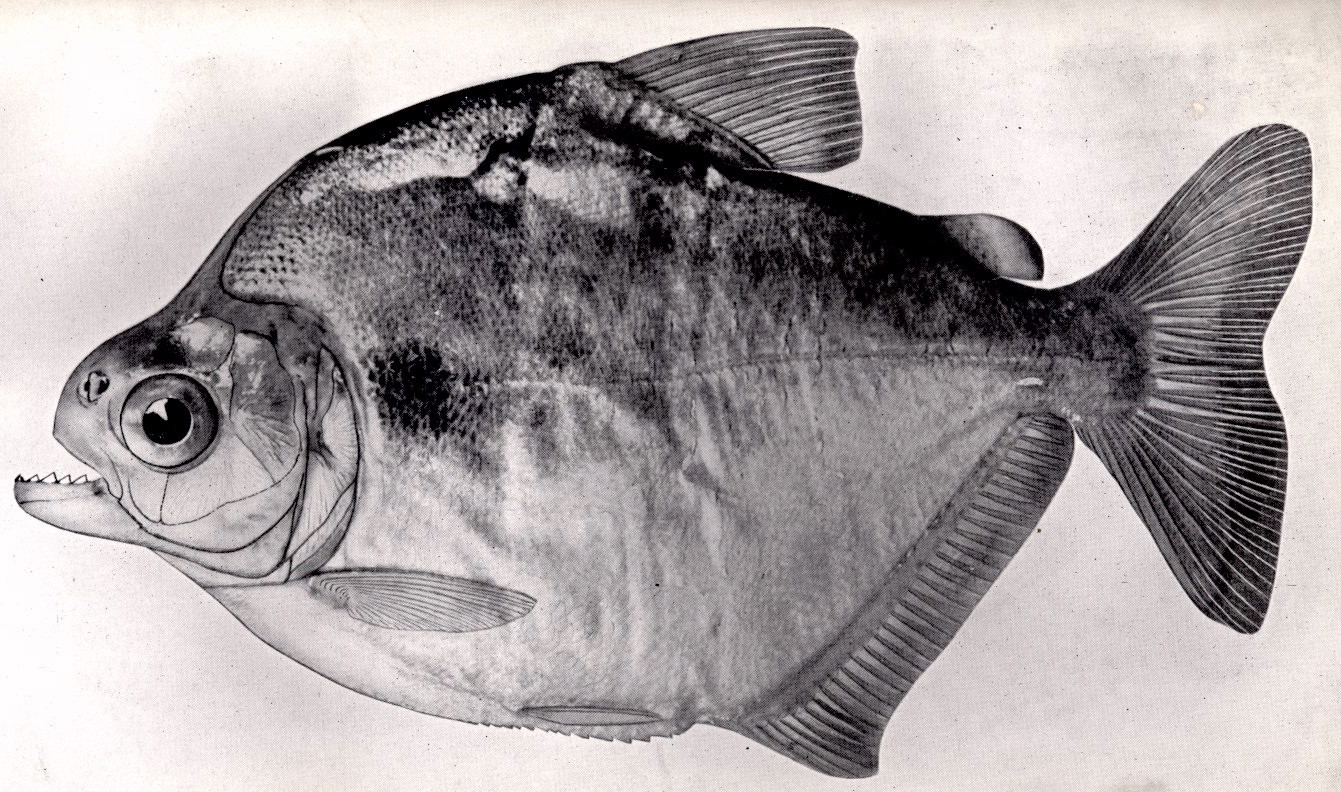
イエロー・ピラニア

体表に輝く鱗が散在するピラニア全般の特徴が特に顕著に現れる種。ダイヤモンドイエローピラニアと呼ばれるPristobrycon gibbus と区別するために「ダイヤモンドブラックピラニア」の名前でも呼ばれる。
カタリーナ・ピラニア
学名：Serrasalmus compressus
エロンガータ・ピラニア
学名：Serrasalmus elongatus
英名：パイクピラニア (Pike piranha)
他のピラニアに比べて非常に体高が低く、スレンダーな印象を受けるピラニア。
他の魚の鱗を剥ぎ取って食べることに特化した「スケールイーター」である。なお、この習性はある程度の大きさの魚に対してのもので、飼育下ではメダカなどの小魚を与えられると普通に捕食する。同じような体型で、下顎が赤く染まる「レッドギル・エロンガータピラニア」と呼ばれるタイプも存在する。
ラインノーズ・ピラニア
学名：Serrasalmus geryi
上あごから背びれにかけて、体の中心線に沿った黒いラインの入るピラニア。フェイスラインピラニアとも。成長すると背中が盛り上がり、より体高が増す。
イエロー・ピラニア
学名：Pristobrycon calmoni
ピラニア・アントニィ
学名：Pristobrycon antoni
ウィンプル・ピラニア
学名：Catoprion mento
エロンガータ・ピラニアと同様のスケールイーターである。下顎が突出している。歯は連なった省略系であり、鋭利でないため獲物を噛み切ることができない点で他のピラニアとは別の亜科のカトプリオン亜科として区別される場合もある。産地により様々なタイプが存在し個体差も激しい。